# Severina Vučković
Severina Kojić (z domu Vučković, ur. 21 kwietnia 1972 w Splicie) – chorwacka piosenkarka, reprezentantka Chorwacji w 51. Konkursie Piosenki Eurowizji w 2006 roku.

## Kariera muzyczna
Jej najpopularniejsze piosenki to m.in.: „Kad si sam”, „Dalmatinka”, „Djevojka sa sela”, „Ja samo pjevam”, „Paloma Nera”, „Virujen u te”, „Ante”, „Adioljube”, „Hrvatica”, „Adam i Seva”, „Moja štikla” i „Krivi spoj”.
W 2006 roku wygrała festiwal Dora 2006 z piosenką „Moja štikla”, z którą reprezentowała Chorwację w finale 51. Konkursu Piosenki Eurowizji w Atenach. Dzięki zajęciu miejsca w pierwszej jedenastce przez Borisa Novkovicia podczas konkursu w 2005 roku, Severina miała zapewnione miejsce w stawce finałowej kolejnego i zajęła ostatecznie dwunaste miejsce z 56 punktami. W tym samym roku wzięła udział w Konkursie Piosenki w Splicie, gdzie wykonała swój nowy utwór „Moj sokole”. Piosenka stała się bardzo znana w całej Chorwacji i od razu została okrzyknięta następczynią eurowizyjnej propozycji piosenkarki.

## Kontrowersje
- Utwór „Prevara” z płyty Djevojka sa sela jest plagiatem[2] piosenki „Na sen” („prevara” w j. chorwackim i serbskim znaczy „oszustwo”), śpiewanej oryginalnie przez polską wokalistkę Urszulę na płycie Biała droga z 1996. Jako autor muzyki zamiast Stanisława Zybowskiego podany jest Daniel Popović[3].
- W 2004 w internecie został opublikowany 12-minutowy film o charakterze pornograficznym, pokazujący stosunek seksualny piosenkarki z żonatym przedsiębiorcą Milanem Lučićem. Wstrząs wywołało szczególnie to, że wcześniej Severina kreowała swój wizerunek jako osoby głęboko religijnej – aranżowała na nowo tradycyjne pieśni religijne, deklarowała publicznie przynależność do Kościoła rzymskokatolickiego i wyrażała się krytycznie o przedmałżeńskich kontaktach seksualnych[4]. Wyjaśniając, że film został skradziony z jej prywatnej kolekcji, nie odniosła się do okoliczności w jakich został zrobiony.

## Dyskografia

### Albumy studyjne
- 1990 – Severina
- 1992 – Severina
- 1993 – Dalmatinka
- 1995 – Trava zelena
- 1996 – Moja stvar
- 1997 – Djevojka sa sela
- 1999 – Ja samo pjevam
- 2001 – Pogled ispod obrva
- 2004 – Severgreen
- 2008 – Zdravo, Marijo
- 2012 – Dobrodošao u klub
- 2019 - Halo

### Albumy koncertowe
- 1993 – Paloma nera – Live album
- 2002 – Virujen u te (najbolje uživo!)
- 2010 – Tridesete uživo
- 2014 – Dobrodošao u klub - Live (CD + DVD-V)

### Kompilacje
- 2002 – 18 velikih hitova
- 2004 – Special Limited Edition
- 2005 – Coctail
- 2006 – The Platinum Collection (2 CD)
- 2006 – The Best of
- 2009 – Tvoja prva djevojka
- 2010 – Najlepše ljubavne pjesme
- 2011 – Brad Pitt
- 2012 – Severina Italiana
- 2012 – Grad bez ljudi
- 2013 – 50 originalnih pjesama (3 CD)
- 2014 – Brazil

### DVD Video
- 2002 – Virujen u te (najbolje uživo)